# Залізна Гвардія
«Залізна Гва́рдія» (рум. Garda de Fier)— ультраправа політична організація орденського типу, що діяла в Румунії у міжвоєнний період. Вона була представником румунського ультранаціоналізму, антикомунізму та антисемітизму. Також підтримувала Румунську Православну Церкву. Заснована Корнеліу Зеля Кодряну 24 липня 1927р. як «Легіон Архангела Михаїла». У 1938р. після загибелі Кодряну на чолі Залізної гвардії стає Хорія Сіма. А у 1941р. Залізна гвардія здійснила невдалу спробу повстання проти режиму прем'єр-міністра генерала Іона Антонеску.

## Історія

### Початок
У 1927 році Корнеліу Зеля Кодряну залишив другу позицію, яка була під керівництвом Александра Константина Кузи, у румунській політичній партії, також відому як Національно-християнська оборонна ліга (рум. Liga Apărării Național Creștine , LANC), й після цього заснував Легіон Архангела Михаїла.
У березні 1930 року Кодряну сформував Залізну гвардію, як воєнізоване відділення Легіону, у який у 1935 році змінив свою офіційну назву партії на « Totul pentru Țară » — перекладається як «Усе для країни». Партія існувала на початку Другої світової війни , під час якій Кодрян прийшов до влади. Членів називали легіонерами або, за межами руху, «Зеленими рубашками», через, переважно, зелену форму, яку вони носили.
І трішки про легіонерів, хоча вони поділяли загальну фашистську «повагу до ветеранів», легіонері відрізнявся від інших фашистських рухів тим, що мав масову базу серед селян і студентів, а не серед військових ветеранів.

### Борьба за владу у Румунії
На парламентських виборах 1937 року, Легіон посів третє місце, маючи усього 15,5% голосів, програвши Націонал-лібералам і Націонал-селянським партіям Румунії. Король Керол II виступав проти політичних цілей Легіону й успішно не допускав їх до уряду, доки він сам не був змушений зректися престолу в 1940 році. У цей період Легіон, зазвичай, піддавався переслідуванням. А 10 лютого 1938 року король розпустив увесь уряд і запровадив королівську диктатуру.
Міністр внутрішніх справ Арманд Келінеску не довіряв Кодряну і 16 квітня наказав його заарештувати. Розуміючи, що уряд шукає привід для його страти, йому порадили не робити жодних дій у політиці, поки йому загрожує небезпека страти.Однак Сіма восени підняв хвилю терористичної діяльності, після того, як Кодряну дізнався про це, наказав припинити насильство. Але у ніч з 29 на 30 листопада 1938 року, Кодряну та кілька інших легіонерів, були задушені до смерті конвоєм жандармерії, нібито під час спроби втечі з в'язниці. Загальноприйнята теорія є те, що такої спроби втечі не було, і що Кодряну та інші були вбиті за наказом короля, скоріш за все, у відповідь на вбивство легіонерами родича (деякі джерела також говорять про «друга») Келінеску 24 листопада 1938 року. Після рішення короля знищити Залізну Гвардію, багато із її членів, втелки до Німеччині. У ній вони отримали фінансову підтримку від НСДАП і СС.
Друга віденська нагорода, яка змусила Румунію поступитися більшу частину північної Трансільванії Угорщині, розлютила румунів усіх політичних відтінків й проти Кероля 3 вересня 1940 року була спроба легіонерського перевороту, але він провалився. Після тривалого періоду плутанини Сіма, який представляв менш радикальне крило Легіону, подолав усіх конкурентів та взяв на себе керівництво, будучи визнаним 6 вересня 1940 року Форумом легіонів, органом, створеним за його ініціативою. 28 вересня старший Кодряну взяв штурм штаб-квартиру Легіону в Бухаресті (Зелений дім) під час невдаліою спробі встановити себе лідером Румунії.  Сіма був близький до Андреаса Шмідта, фольксдойча (етнічного німця) з Румунії, і через нього зблизився з тестем Шмідта, Готтлобом Бергером , який очолював Головний офіс СС у Берліні. Після падіння Франції в травні 1940 року, Сіма та кілька інших легіонерів, які виїхали до Німеччині, почали повертатися назад до Румунії. Через місяць після падіння Франції, Керол реорганізував єдину партію свого режиму «Фронт національного відродження» у більш відверто тоталітарну «Партію нації» та запросив низку легіонерів взяти участь у новому уряді, але 4 липня Сіма та двоє інших легіонерів приєдналися до уряду Іона Гігурту (або Іон Антонеско), але вони пішли у відставку через місяць, бо зростав тиск, щоб Керол зреклася престолу. Хоча Залізна Гвардія повністью не захопила владу у Румунії, але Іон Гігурт предоставив їм великий політичний вплив. Також можливо, фінансова та організаційна підтримка з боку СС, була одна із найголовнішою допомогою для Іона Гігурту у захоплені влади, припустив Британський історик Ребекка Хейнс

Емблема Залізної гвардії